# Mitchell McClenaghan
Mitchell John McClenaghan (* 11. Juni 1986 in Hastings, Neuseeland) ist ein neuseeländischer Cricketspieler, der zwischen 2012 und 2018 für die neuseeländische Nationalmannschaft spielte.

## Aktive Karriere
McClenaghan gab sein First-Class-Debüt für die Central Districts in der Saison 2007/08. In seiner Zeit dort wurde er für die neuseeländische A-Nationalmannschaft berufen. Zur Saison 2011/12 wechselte er zu Auckland, woraufhin seine Karriere einen Schub erhielt. Sein Debüt in der Nationalmannschaft folgte im Dezember 2012 in Südafrika, wo er neben seinem Twenty20 bei seinem ersten ODI 4 Wickets für 20 Runs erzielte. Er wurde auch für die Test-Serie nominiert, kam dort jedoch nicht zum Einsatz. In der folgenden ODI-Serie gegen England gelangen ihm erneut vier Wickets (4/56). Beim Gegenbesuch in England in der Saison 2013 erzielte er zwei Mal drei Wickets (3/35 und 3/54). Dem folgte die ICC Champions Trophy 2013, bei dem ihm gegen Sri Lanka (4/43) und Australien (4/65) jeweils vier Wickets gelangen und gegen Gastgeber England drei Wickets (3/36). Doch schied Neuseeland nach den drei Spielen in der Vorrunde aus. Daraufhin erhielt er einen Vertrag mit dem neuseeländischen Verband. In der Saison 2013/14 konnte er in der ODI-Serie gegen die West Indies 5 Wickets für 58 Runs erzielen, bevor er gegen Indien vier weitere Wickets (4/68) beisteuern konnte. Auch wurde er für den  ICC World Twenty20 2014 nominiert, wo er unter anderem gegen Sri Lanka zwei Wickets (2/24) erreichte. Daraufhin erhielt er einen Vertrag für die englische Saison in Worcestershire.
In der Saison 2014/15 erreichte er in der ODI-Serie gegen Pakistan drei Wickets (3/56) im zweiten Spiel. In der sich daran anschließenden Serie gegen Sri Lanka steuerte er vier Wickets (4/36) bei. Er wurde für den Cricket World Cup 2015 nominiert, hatte dort jedoch nur einen Einsatz. Im August 2015 konnte er in Simbabwe 3 Wickets für 36 Runs erzielen. Zu Beginn der Saison 2015/16 erreichte er abermals drei Wickets (3/32) in den ODIs gegen Sri Lanka. Kurz darauf erlitt er eine Gesichtsfraktur in der ODI-Serie gegen Pakistan. Es folgte die Nominierung für den ICC World Twenty20 2016, wo ihm als beste Leistung 3 Wickets für 17 Runs beim Sieg gegen Australien gelangen und er als Spieler des Spiels ausgezeichnet wurde. Da Team erreichte das Halbfinale, wo es an England scheiterte. Im Juni 2016 erlitt er eine Becken-Fraktur, die ihn zunächst mehrere Wochen aussetzen ließ. Doch konnte diese nicht unter Kontrolle gebracht werden und so musste er mehrere Monate pausieren. Daraufhin folgte eine Knöchelverletzung, und verpasste so die komplette Saison 2016/17. Er war im Kader für die ICC Champions Trophy 2017 kam jedoch nicht zum Einsatz. Daraufhin löste er seinen Vertrag mit dem neuseeländischen Verband auf und konzentrierte sich auf Twenty20-Ligen weltweit. So spielte er für die Sydney Thunder in der Big Bash League. Er erhielt im März 2018 eine Berufung in den World XI Team für ein Benefizspiel gegen die West Indies. Er spielte noch bis zum Jahr 2021.

## Nach der aktiven Karriere
McClenaghan betätigte sich nach seiner aktiven Karriere unter anderem als Bowling-Coach.